# Dami Im
Dami Im (Seúl, Corea del Sur, 17 de octubre de 1988) es una cantante australiana de origen surcoreano. Fue la ganadora de la quinta edición de The X Factor (Australia) en 2012. Representó a Australia en el Festival de la Canción de Eurovisión 2016.

## Biografía
Dami Im nació en Corea del Sur, el día 17 de octubre de 1988.
Es la mayor de dos hermanos. Cuando tenía nueve años, junto a su madre y su hermano más pequeño, Kenny, emigraron a Australia donde estuvieron residiendo en casa de un tío suyo situado en la ciudad de Brisbane, porque pensaron que allí tendrían más oportunidades, mientras que su padre se quedó en Corea del Sur para ganar dinero y así poder ayudarles. Actualmente, tras el paso de los años, el matrimonio ya está junto y pasan cada parte en uno de los dos países.
En diciembre de 2021 hizo público que estaba embarazada por primera vez de su marido Noah Kim.

## Carrera
Se inició en mundo de la música a muy temprana edad, cuando comenzó a aprender a tocar el piano y a cantar con tan solo cinco años, creando como cantante un registro de sí misma a raíz de la influencia de sus artistas favoritos.
Representó a Australia en el Festival de la Canción de Eurovisión 2016 con la canción «Sound of Silence», quedando en segunda posición.

## Filmografía

### Apariciones en programas de televisión
- 2015: King of Mask Singer - participó como "Statue of Liberty", (ep. 31-32)